# Sân vận động Olympic Félix Sánchez
Sân vận động Olympic Félix Sánchez (tiếng Tây Ban Nha: Estadio Olímpico Félix Sánchez) là một sân vận động đa năng ở Santo Domingo, Cộng hòa Dominica. Sân được xây dựng vào năm 1974 cho Đại hội Thể thao Trung Mỹ và Caribe XII.

## Tổng quan
Sân được sử dụng chủ yếu cho bóng đá và điền kinh và cũng được sử dụng như là một địa điểm âm nhạc.
Sân vận động có sức chứa 27.000 người, mặc dù đã có lúc sức chứa tăng lên đến 35.000 người. Đối với các buổi hòa nhạc, sức chứa có thể tăng lên đến 60.000 người. Sân đã tổ chức các môn thi đấu điền kinh và môn bóng đá tại Đại hội Thể thao Liên châu Mỹ 2003.
Sân trước đây được biết đến với cái tên Sân vận động Olympic Juan Pablo Duarte, vì khu liên hợp thể thao nơi sân tọa lạc (Trung tâm Olympic Juan Pablo Duarte); tuy nhiên, tên chính thức thực sự và gần như chưa được biết đến của sân là Sân vận động Olympic Jaime -Capejón- Díaz, để vinh danh một vận động viên đầu thế kỷ 20. Tên của sân vận động đã được thay đổi theo vận động viên vượt rào 400m Félix Sánchez sau khi anh giành huy chương vàng tại Thế vận hội Mùa hè 2004 ở Athens. Anh đã giành được huy chương vàng thứ hai, chiến thắng cùng một môn thi đấu tại Thế vận hội Mùa hè 2012 ở Luân Đôn.

## Các sự kiện & buổi hòa nhạc đáng chú ý
| Ban nhạc/Nghệ sĩ                                                       | Sự kiện/Chuyến lưu diễn                      | Ngày                          | Khán giả                          |
| ---------------------------------------------------------------------- | -------------------------------------------- | ----------------------------- | --------------------------------- |
| Đại hội Thể thao Trung Mỹ và Caribe 1974                               | Đại hội Thể thao Trung Mỹ và Caribe 1974     | 1974                          |                                   |
| Luis Miguel                                                            | Aries Tour                                   | 23 tháng 4 năm 1994           |                                   |
| Juan Luis Guerra                                                       | Forgarate Tour                               | 10 tháng 6 năm 1995           | 50.000/50.000                     |
| Festival Presidente de la Musica Latina 1997                           | Festival Presidente de la Musica Latina 1997 | 20, 21 & 22 tháng 6 năm 1997  | 120.000                           |
| Festival Presidente de la Musica Latina 1998                           | Festival Presidente de la Musica Latina 1998 | 26, 27 & 28 tháng 6 năm 1998  | 155.000                           |
| Festival Presidente de la Musica Latina 1999                           | Festival Presidente de la Musica Latina 1999 | 3, 4 & 5 tháng 6 năm 1999     | (92.503/105.000)                  |
| Festival Presidente de la Musica Latina 2001                           | Festival Presidente de la Musica Latina 2001 | 1, 2 & 3 tháng 6 năm 2001     | (131.200/131.200)                 |
| Festival Presidente de la Musica Latina 2003                           | Festival Presidente de la Musica Latina 2003 | 21, 22 & 23 tháng 10 năm 2003 | 55.000 (Buổi biểu diễn cuối cùng) |
| Đại hội Thể thao Liên châu Mỹ 2003                                     |                                              |                               |                                   |
| Festival Presidente de la Musica Latina 2005                           | Festival Presidente de la Musica Latina 2005 | 14, 15 & 16 tháng 10 năm 2005 | 150.000+ (Tổng cộng)              |
| Juan Luis Guerra                                                       | 20 Años Tour                                 | 27 tháng 12 năm 2005          | 50.000+                           |
| Shakira                                                                | Oral Fixation Tour                           | 19 tháng 12 năm 2006          | 50.000                            |
| Ricardo Arjona và Wisin & Yandel                                       | El Concierto Claro                           | 1 tháng 7 năm 2007            |                                   |
| Luis Miguel                                                            | Cómplices Tour                               | 12 tháng 11 năm 2008          |                                   |
| Marcela Gándara                                                        | Mas que un Anehlo Tour                       | 22 tháng 11 năm 2008          |                                   |
| Juan Luis Guerra                                                       | La Travesia Tour                             | 14 tháng 2 năm 2009           | 50.000+                           |
| Tiësto                                                                 | Tiësto                                       | 28 tháng 3 năm 2009           |                                   |
| Ricardo Arjona                                                         | 5to Piso Tour                                | 30 tháng 5 năm 2009           |                                   |
| Daddy Yankee, Don Omar, Gilberto Santa Rosa, Ilegales và Hector Acosta | Idolos Latinos                               | 3 tháng 10 năm 2009           |                                   |
| Jonas Brothers                                                         | Jonas Brothers World Tour 2009               | 25 tháng 10 năm 2009          | 25.000                            |
| The Killers                                                            | Day & Age World Tour                         | 13 tháng 11 năm 2009          |                                   |
| Crystal Lewis, Funky, Gadiel Espinoza và Nancy Amancio                 | Megafest Cristiano                           | 14 tháng 11 năm 2009          | 20.000+                           |
| Aventura                                                               | The Last Tour                                | 12 tháng 2 năm 2010           | 60.000                            |
| Festival Presidente de la Musica Latina 2010                           | Festival Presidente de la Musica Latina 2010 | 27–29 tháng 8 năm 2010        |                                   |
| Maroon 5                                                               |                                              | 28 tháng 12 năm 2010          |                                   |
| Shakira                                                                | The Sun Comes Out World Tour                 | 30 tháng 3 năm 2011           | 50.000                            |
| Enrique Iglesias & Tito El Bambino                                     | Cierre del Verano Presidente 2011            | 2 tháng 9 năm 2011            |                                   |
| Britney Spears                                                         | Femme Fatale Tour                            | 8 tháng 12 năm 2011           | 15.000                            |
| Marcela Gándara & Jesus Adrian Romero                                  | El brillo de mis ojos                        | 16 tháng 12 năm 2011          |                                   |
| Juan Luis Guerra                                                       | A son de Guerra Tour                         | 16 tháng 6 năm 2012           | 42.000                            |
| Wisin & Yandel và Prince Royce                                         | Verano Presidente                            | 7 tháng 9 năm 2012            | 45.000                            |
| Romeo Santos                                                           | The King Stays The King Tour                 | 15 & 22 tháng 12 năm 2012     | 50.000+ (mỗi buổi biểu diễn)      |
| Justin Bieber                                                          | Believe Tour                                 | 22 tháng 10 năm 2013          | 11.321/21.850                     |
| Jesus Adrian Romero                                                    | Jesus Adrian Romero                          | 21 tháng 12 năm 2013          | 15.000+                           |
| Festival Presidente de la Musica Latina 2014                           | Festival Presidente de la Musica Latina 2014 | 3, 4 & 5 tháng 10 năm 2014    | 120.000 (Tổng cộng)               |
| Romeo Santos                                                           | Formula Vol. 2 Tour                          | 20 tháng 12 năm 2014          | 60.000+ (Kỷ lục)                  |
| Festival Presidente de la Musica Latina 2017                           | Festival Presidente de la Musica Latina 2017 | 3, 4 & 5 tháng 11 năm 2017    | 120.000+ (Tổng cộng)              |
| Daddy Yankee                                                           | Tamo en Vivo Tour                            | 16 tháng 12 năm 2017          |                                   |
| Barbarela 2018                                                         | Barbarela 2018                               | 30 tháng 5 năm 2018           | 25.000                            |
| Romeo Santos                                                           | Golden Tour                                  | 17 tháng 12 năm 2018          | 50.000                            |
| Luis Miguel                                                            | Mexico por siempre tour                      | 29 tháng 3 năm 2019           | 20.000                            |